# Frontière entre le Kirghizistan et le Tadjikistan
La frontière entre le Kirghizistan et le Tadjikistan est la frontière terrestre longue de 984 km séparant le Kirghizistan et le Tadjikistan en Asie centrale. Héritée de la frontière inter-républiques de l'Union soviétique, son tracé est contesté, entrainant depuis l'indépendance des deux États en 1991 de fortes tensions frontalières ayant entrainé une cinquantaine de morts en avril 2021 ainsi que des affrontements en septembre 2022.

## Description
La frontière débute au nord au tripoint avec l'Ouzbékistan dans la vallée de Ferghana. Elle se dirige ensuite grossièrement vers l'ouest, avec une saillie marquée du Tadjikistan à la ville de Chorkou. La frontière tangente presque le réservoir de Kaïrakkoum mais une fine bande de territoire tadjike le sépare de la frontière. La frontière se dirige ensuite vers le sud, près de l'exclave tadjike de Kayragach avant de tourner brusquement vers l'est en atteignant les monts Turkestan. La frontière suit alors cette chaine de montagne, puis les monts Alaï et le chaînon Trans-Alaï jusqu'au tripoint avec la Chine.

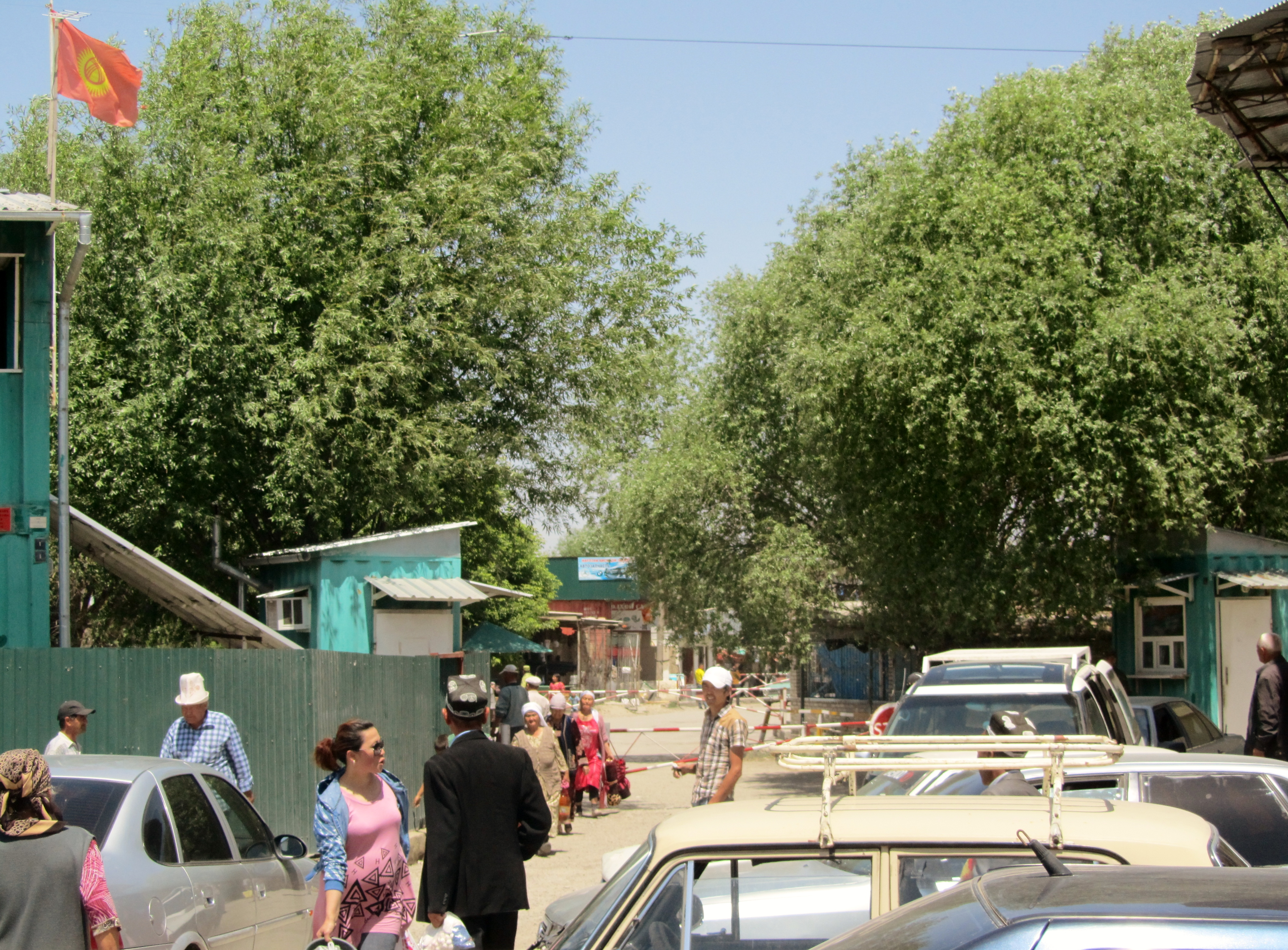
Poste-frontière entre les 2 pays.
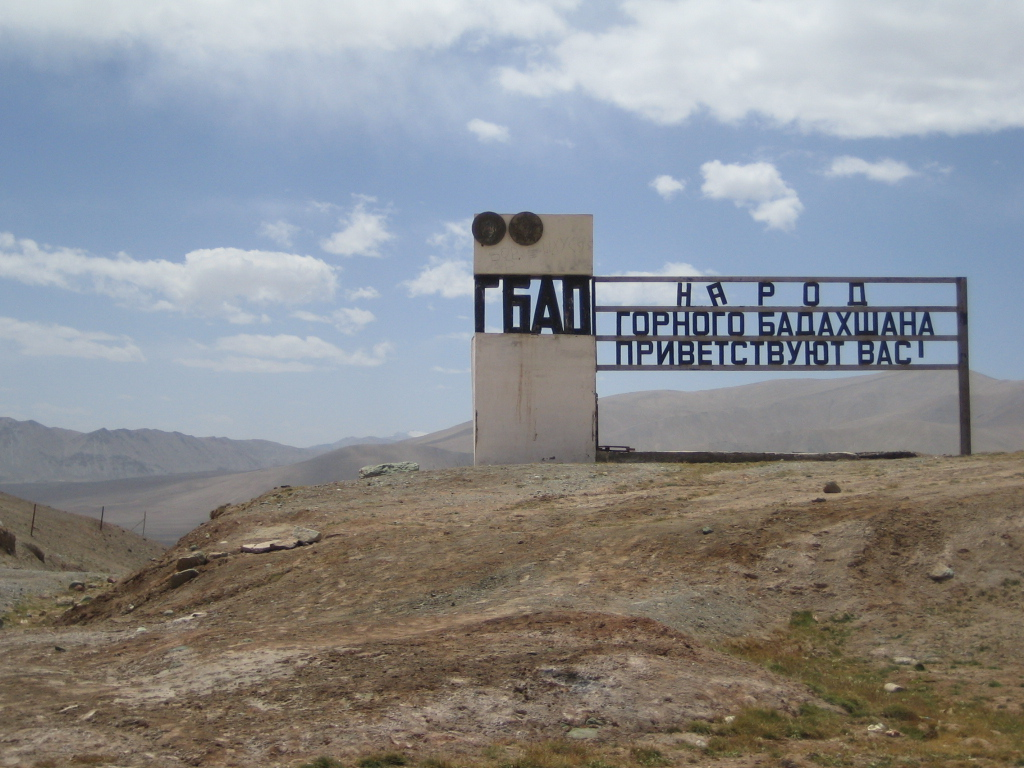
Monument au col Kyzylart. L'inscription en russe dit : « les habitants du Haut-Badakhchan vous accueillent ».

## Accords frontaliers de 2023 et 2024
Le 3 octobre 2023, des responsables kirghizes et tadjiks déclarent avoir signé la veille un accord à Batken, au Kirghizistan, sans pour autant divulguer de détails. En février 2024, 889 kilomètres sur les 972 que compte la frontière entre les deux pays font l'objet d'un accord.
Le mercredi 4 décembre 2024, le gouvernement kirghize annonce par un communiqué que les chefs des services de renseignements respectifs des deux États sont parvenus à un accord sur les sections restantes de la frontière.

## Accord frontalier de 2025
Le 21 février 2025, le chef du Comité d'État pour la Sécurité Nationale du Kirghizistan, Kamchybek Tashiev, et le chef du Comité d'État pour la sécurité nationale du Tadjikistan, Saimumin Yatimov, ont signé un accord sur la délimitation des frontières d'État, mettant fin à un différend vieux de plusieurs décennies,.
L'accord est signé le 13 mars 2025 par les chefs d'Étatà Bichkek. Il prévoit que le Kirghizistan recevra 25 km2 du Tadjikistan et que ce dernier recevra du premier des territoires d'une superficie équivalente ou un meilleur accès aux ressources hydriques partagées, telle que la prise d'eau de Golovnoi. Par exemple, le village jusqu'alors kirghize de Dostuk passera sous souveraineté tadjik, tandis que celui de Tort-Kocho sera « neutre ».
Des routes seront placées sous un statut de neutralité et l'exploitation sans entrave des installations énergétiques et agricoles frontalières sera garanti.

## Enclaves
Il y a deux exclaves tadjikes au Kirghistan : Voroukh et Karagatch.